# Sebeș (okręg Marusza)
Sebeș – wieś w Rumunii, w okręgu Marusza, w gminie Rușii-Munți. W 2011 roku liczyła 171 mieszkańców.